# نظام هاكر الغذائي
" كيفية فقدان الوزن والشعر من خلال الضغط النفسي وسوء التغذية " هو عنوان خطة نظام غذائي أنشأها جون ووكر، وهذه الخطة موجودة في كتاب إلكتروني يحمل نفس الاسم، هذا الكتاب يساعد في عملية الوزن من خلال وضع نماذج أكثر دقة لكيفية استهلاك السعرات الحرارية والسعرات الحرارية التي تؤثر علي وزن الجسم.
وقد لاحظ  ووكر أن الكتلة الكبيرة من الدهون أحياناً تكون سبب ازعاج عند تحديد الوزن الذي نريد خسارته أو اكتسابه. واستطاع ووكر التغلب على المشاكل التي تواجهه من خلال برنامج الرسم البياني (إكسيل ). حيث يتمكن المرء من حساب الطاقة الإجمالية المفقودة من خلال حساب السعرات الحرارية والتمارين الرياضية (معدل الأيض الأساسي، التأثير الحراري للغذاء، والتمارين اليومية) حيث أن تقليل مدخول السعرات الحرارية أو زيادة ممارسة التمارين الرياضية يساعد في عملية خسارة الوزن.